# Umowa
Umowa, kontrakt (łac. contractus) – w prawie cywilnym zgodne porozumienie dwóch lub więcej stron ustalające ich wzajemne prawa lub obowiązki (ang. a meeting of minds). Na umowę składają się dwa lub więcej zgodnych oświadczeń woli (konsens) zmierzających do zawarcia umowy danego rodzaju. Złożenie przez strony oświadczeń woli, które nie są zgodne, określa się mianem dyssensu. Umowy są zawsze co najmniej dwustronnymi czynnościami prawnymi.
Oprócz umów w rozumieniu prawa cywilnego istnieją także umowy administracyjne i umowy międzynarodowe. Niniejszy artykuł dotyczy tylko umów cywilnoprawnych.

## Umowa w prawie polskim
Umowy w polskim prawie cywilnym reguluje podgałąź prawa cywilnego zwana prawem zobowiązań, której zasadniczy zrąb znajduje się w księdze trzeciej kodeksu cywilnego. Księga ta zawiera zarówno przepisy regulujące kwestie wspólne dla wszystkich umów – związane z ich zawarciem, ważnością, wykonywaniem itp. – jak i przepisy regulujące konkretne typy umów, najczęściej spotykane w obrocie prawnym, na czele ze sprzedażą. Oprócz umów regulowanych przez prawo zobowiązań jest również kilka typów umów regulowanych przez inne podgałęzie prawa cywilnego: prawo rzeczowe (np. umowa o zniesienie współwłasności, umowa o ustanowienie wieczystego użytkowania) i prawo spadkowe (umowa zbycia spadku, umowa o dział spadku).

### Sposoby zawierania umów
Do swoistych sposobów zawierania umów należą:
- złożenie oferty i jej przyjęcie
- negocjacje (rokowania)
- aukcja (przetarg ustny)
- przetarg (przetarg pisemny).

### Zasada swobody umów
W prawie polskim od 1990 ponownie obowiązuje wywodząca się jeszcze z prawa rzymskiego zasada swobody umów, wyrażona w art. 353¹ Kodeksu cywilnego:
„strony zawierające umowę mogą ułożyć stosunek prawny według swego uznania, byleby jego treść lub cel nie sprzeciwiały się właściwości (naturze) stosunku, ustawie ani zasadom współżycia społecznego”.
Oznacza to, że co do zasady strony mogą w ramach swobody umów, nie przekraczając pewnych granic, umówić się o wszystko, co prawo uznaje za podlegające jego uregulowaniom.

### Doktrynalny podział umów
Ze względu na obowiązki stron wyróżnia się umowy:
- jednostronnie zobowiązujące (np. umowa darowizny) – tylko jedna strona jest wierzycielem, a druga dłużnikiem,
- dwustronnie zobowiązujące (np. umowa pożyczki) – obie strony są zarówno wierzycielami, jak i dłużnikami.

W przypadku umów jednostronnie zobowiązujących wierzyciel też może być zobowiązany do określonych czynności, jak np. jak się wydaje  obdarowany do wdzięczności. Ponadto musi on współdziałać z dłużnikiem przy wykonywaniu przez niego zobowiązania.
Wśród umów dwustronnie zobowiązujących wyróżnia się umowy wzajemne, w których świadczenie jednej ze stron ma odpowiadać świadczeniu drugiej strony (być jego ekwiwalentem). Przykładem tego typu umów jest np. umowa sprzedaży, w której jedna ze stron zobowiązuje się przenieść własność rzeczy, a druga strona zobowiązuje się w zamian za to zapłacić cenę. Przy tym ekwiwalentność ocenia się tu bardziej z punktu widzenia stron niż wskaźników obiektywnych.
Umowy dzielą się ponadto na:
- nazwane – uregulowane w Kodeksie cywilnym lub innych ustawach (np. sprzedaż, pożyczka, użyczenie, przewóz)
- nienazwane – tworzone na zasadzie swobody umów (np. franczyza, factoring, forfaiting, sponsoring).

### Forma umowy
Prawo może uzależniać skutki prawne umowy od zawarcia jej z zachowaniem określonej formy. Ze względu na formę wyróżnia się umowy zawarte:
- w drodze czynności konkludentnych (per facta concludentia) – takich, które nie mogą być uznane za formę ustną, a są zrozumiałe dla stron umowy (przykładem może być umowa sprzedaży dwóch piw przez podniesienie dwóch palców, któremu towarzyszy akceptujące kiwnięcie głową barmana),
- ustnie,
- w formie pisemnej,
- w formie dokumentowej,
- w formie elektronicznej,
- w formie pisemnej z notarialnym lub urzędowym potwierdzeniem podpisu,
- w formie pisemnej z urzędowym potwierdzeniem daty,
- w formie aktu notarialnego,
- w formie przewidzianej ustawą szczególną,
- inne, niewystępujące w prawie polskim.

Co do zasady przy zawieraniu umów nie jest wymagane zachowanie szczególnej formy, jednakże istnieją liczne wyjątki od tej zasady (np. w prawie polskim umowa przenosząca własność nieruchomości wymaga dla swej ważności formy aktu notarialnego).

### Rozwiązanie umowy
Rozwiązanie umowy może nastąpić poprzez:
- wypowiedzenie umowy – ma skutek ex nunc, w razie jego poczynienia rozwiązanie następuje po upływie okresu wypowiedzenia, a w jego braku niezwłocznie po wypowiedzeniu; długość okresu wypowiedzenia może wynikać z umowy, ustawy lub zwyczaju[4].
- odstąpienie od umowy – ma skutek ex tunc, w razie jego poczynienia umowę uważa się za niezawartą[5].
- zawarcie umowy rozwiązującej (contrarius consensus) – prawo polskie nie reguluje tego typu umów, jednakże jest ono dopuszczalne na podstawie zasady swobody umów. Rozwiązanie następuje w momencie zawarcia umowy rozwiązującej lub w terminie określonym przez strony.

### Rodzaje umów
- umowa dwustronna
- umowa wielostronna - np. umowa spółki partnerskiej między czterema partnerami
- umowa adhezyjna
- umowa, której zawarcie jest obligatoryjne - np. umowa OC dla posiadaczy pojazdów mechanicznych
- umowa administracyjna
- umowa przysparzająca
- umowa losowa
- umowa nazwana
- umowa nienazwana - contracus innominati
- umowa mieszana
- umowa nieodpłatna - inaczej pod tytułem darmym
- umowa odpłatna
- umowa inter vivos - inaczej między żyjącymi
- umowa mortis causa - inaczej na wypadek śmierci
- umowa ramowa
- umowa konsensualna
- umowa realna
- umowa kauzalna
- umowa niekauzalna - inaczej abstrakcyjna lub oderwana
- umowa wzajemna
- umowa niewzajemna
- umowa zobowiązująca
- umowa rozporządzająca
- umowa konsumencka[6].

### Umowy regulowane przez polski Kodeks cywilny
- umowa sprzedaży
- umowa zamiany
- umowa dostawy
- umowa kontraktacji
- umowa o dzieło
- umowa o roboty budowlane
- umowa najmu
- umowa dzierżawy
- umowa leasingu
- umowa użyczenia
- umowa pożyczki
- umowa rachunku bankowego
- umowa zlecenia
- umowa o świadczenie usług, do której stosuje się odpowiednio przepisy o umowie zlecenia z mocy art. 750 k.c.
- umowa agencyjna
- umowa komisu
- umowa przewozu
- umowa spedycji
- umowa ubezpieczenia
- umowa przechowania
- umowa składu
- umowa spółki
- umowa poręczenia
- umowa darowizny
- umowa renty
- umowa o dożywocie
- umowa przekazania nieruchomości
- umowa o dział spadku
- umowa przenosząca własność nieruchomości
- umowa przenosząca własność ruchomości
- umowa przedwstępna
- umowa o świadczenie mające zostać spełnione przez osobę trzecią
- umowa o spełnienie świadczenia na rzecz osoby trzeciej (tzw. pactum in favorem tertii)
- umowa o zwolnienie z obowiązku świadczenia na rzecz osoby trzeciej
- umowa o zwolnienie z długu
- umowa cesji (przelewu wierzytelności)
- umowa o przejęcie długu

### Umowy regulowane przez inne polskie ustawy niż polski Kodeks cywilny
- umowa zawarta w wyniku prowadzenia postępowania mającego na celu udzielenie zamówienia publicznego
- umowa o partnerstwie publiczno-prywatnym
- umowa przewozu uregulowana prawem przewozowym
- umowa o timesharing
- umowa kredytu
- umowa gwarancji bankowej
- umowa o świadczenie usług turystycznych
- umowa rachunku bankowego
- porozumienie wekslowe
- umowa o pomocy przy zbiorach